# Mérobert
Mérobert é uma comuna francesa na região administrativa da Ilha de França, no departamento de Essonne. Estende-se por uma área de 10.71 km². Em 2010 a comuna tinha 627 habitantes (densidade: 58,5 hab./km²).